# عظر
عَظْر أو أزارة (الاسم العلمي: Azara)، جنس نباتات مُزهرة من فصيلة الصفصافية، أنواعه 10، مواطنها المناطق المعتدلة والمناطق شبه الاستوائية في أمريكا الجنوبية. وغالبًا ما توجد في هوامش الغابات والبحيرات.